# Ecpetala similata
Ecpetala similata är en fjärilsart som beskrevs av Aurivillius 1910. Ecpetala similata ingår i släktet Ecpetala och familjen mätare. Inga underarter finns listade i Catalogue of Life.